# Île-de-France (hajó)
Az Île-de-France a francia Compagnie Générale Transatlantique (CGT) hajózási társaság óceánjárója volt. Stílusos, modern belső kialakításának köszönhetően kora egyik legkedveltebb atlanti-óceáni átkelőhajójává vált.

## Építése, belső kialakítása
A CGT és a francia állam 1912-ben kötött szerződést négy transzatlanti postahajó építéséről. Az első hajó a Paris volt, amelynek 1916-ban kezdődött az építése, de az első világháború miatt csak 1921-ben fejeződött be. Az Île-de-France volt a második hajó, 1925-ben kezdték építeni, és 1927-ben állt szolgálatba.A hajó elsősorban belsőépítészetének köszönhetően vált ismertté. A korábbi óceánjárók konzervatív, leginkább kastélyt vagy vidéki kúriát megidéző belső tereivel ellentétben az Île-de-France-t teljes egészében modern Art déco stílusban rendezték be. Ez rendkívüli érdeklődést keltett és hamar a legdivatosabb hajóvá tette a művészek és gazdag fiatal utasok körében. Neve a harmincas években fogalommá vált.

## A második világháború idején
Az Île-de-France röviddel a hadiállapot beállta előtt hagyta el Franciaországot. New Yorkba megérkezve előbb félreállították, majd brit parancsnokság alatt hadianyagot szállított. Franciaország megadása után a britek hivatalosan lefoglalták, és a továbbiakban csapatszállítóként használták.

## A háború után
A második világháború vége után amerikai és kanadai katonákat szállított vissza a hazájukba, majd 1947-ben visszaszolgáltatták a CGT-nek. A hajó két évet töltött hajógyárban, ahol teljes felújításon esett át. Ennek során átalakult a hajótest, tonnatartalma bő ezer brutttóregisztertonnával megnövekedett. Elülső két kéményét áramvonalas formájú új kéményekre cserélték, a harmadik kéményét, amely valójában egy álkémény volt, és füstelvezetésre soha nem szolgált, eltávolították. Teljesen megújultak a belső terei is, ennek során beépítettek egyes megmentett berendezéseket az 1942-ben New York-ban leégett Normandie óceánjáróról. Az Île-de-France 1949-ben állt újra szolgálatba, és újra az egyik legkedveltebb hajóvá vált az ismert és divatos utasok körében.
1956-ban jelentős szerepe volt a Stockholm és az Andrea Doria óceánjárók ütközése utáni mentében. A süllyedő Andrea Doria utasaiból 750-et vett a fedélzetére.
A hajót 1959-ben leselejtezték, és bontásra Japánba szállították. Lebontása előtt úszó díszletként használták a Metro-Goldwyn-Mayer stúdió The last voyage című katasztrófafilmjéhez.

## Fordítás
- Ez a szócikk részben vagy egészben  a   SS Île de France című angol Wikipédia-szócikk fordításán alapul.  Az eredeti cikk szerkesztőit annak laptörténete sorolja fel. Ez a jelzés csupán a megfogalmazás eredetét és a szerzői jogokat jelzi, nem szolgál a cikkben szereplő információk forrásmegjelöléseként.